# Kalarangiata
Kalarangiata es una ciudad censal situada en el distrito de Jajpur en el estado de Odisha (India). Su población es de 5505 habitantes (2011). Se encuentra a 126 km de Bhubaneswar y a 103 km de Cuttack.

## Demografía
Según el censo de 2011 la población de Kalarangiata era de 5505 habitantes, de los cuales 2882 eran hombres y 2623 eran mujeres. Kalarangiata tiene una tasa media de alfabetización del 75,24%, superior a la media estatal del 72,87: la alfabetización masculina es del 82,55%, y la alfabetización femenina del 67,33%.